# Brachynarthron aeneipennis
Brachynarthron aeneipennis là một loài bọ cánh cứng trong họ Cerambycidae.